# Galium flaviflorum
Galium flaviflorum là một loài thực vật có hoa trong họ Thiến thảo. Loài này được (Trautv.) Mikheev mô tả khoa học đầu tiên năm 1992.